# 拉曼加俱樂部足球場
拉曼加俱樂部足球場（英語：La Manga Club Football Stadium）是一座位於西班牙拉曼加的足球場，為當地渡假村拉曼加俱樂部的附屬設施。
足球場曾為西班牙國家足球隊的訓練場地之一。